# Heinrich Giesker
Joseph Conrad Heinrich Giesker (* 15. Januar 1808 in Osnabrück; † 3. August 1858 in Bern) war ein deutscher und später schweizerischer Chirurg, Geburtshelfer und Hochschullehrer.

## Leben
Heinrich Giesker studierte von 1828 bis 1832 an der Georg-August-Universität Göttingen Medizin. Zu Beginn seines Studiums wurde er Mitglied des Corps Hassia Göttingen. Das Studium schloss er mit der Promotion zum Dr. med. in der chirurgischen Klinik von Konrad Johann Martin Langenbeck ab, zu dessen Assistenten er gehörte.
Nach erster ärztlicher Praxis in Mühlhausen in Preußisch-Sachsen, wo ihm die Leitung eines Lazaretts während einer Choleraepidemie übertragen worden war, vertiefte er die operative Chirurgie in Berlin bei Johann Friedrich Dieffenbach, Leipzig und Wien. Im Wintersemester 1835 wurde er Privatdozent an der Universität Zürich und las dort über plastische Chirurgie, Augenheilkunde und Otiatrie. 1838 gründete er in Seefeld eine orthopädische Anstalt mit Schwerpunkt auf die konservative und plastische Chirurgie. 1852 erhielt er das Bürgerrecht von Zürich und wurde damit Schweizer Staatsbürger. Im Wintersemester 1855 wurde er zum außerordentlichen Professor der Universität Zürich und Leiter der chirurgischen Poliklinik berufen. Im letzten Jahr vor seinem Tod wurde er Professor für Geburtshelfer und Leiter der geburtshilflichen Anstalt. Er starb während des Kongresses der schweizerischen naturforschenden Gesellschaft an einem Schlaganfall.
Heinrich Giesker hatte den Ruf eines genialen Arztes und Operateurs. Er galt als Freund der Armen.

## Schriften
- Splenologie: 1. Abtheilung, Anatomisch-physiologische Untersuchungen über die Milz des Menschen, nebst den Angaben der älteren und neueren Schriftsteller, 1835
- Über bildende Chirurgie, Morioplastik, 1835